# Fulakora wilsoni
Fulakora wilsoni (лат.) — вид примитивных муравьёв рода Fulakora из подсемейства Amblyoponinae (Formicidae), ранее включавшийся в состав родов Amblyopone и Stigmatomma. Эндемик Австралии.

## Распространение
Австралия. Типовое местонахождение: штат Новый Южный Уэльс.

## Описание
Мелкие земляные муравьи (длина тела около 3 мм) с длинными узкими жвалами и хорошо развитым жалом. Мезосома уже головы. Ноги короткие. Передний край клипеуса зубцевидный; петиоль очень широко прикреплён к 3-му абдоминальному сегменту и без отчётливой задней поверхности; постпетиоль отсутствует.
Голова густо и мелко морщинистая, сзади немного грубее, чем спереди. Мандибулы продольно и неравномерно полосатые, с несколькими удлинёнными мелкими точками между полосами. Скапус несколько крупнопунктированный. Глаза и оцеллии у рабочих отсутствуют. Переднеспинка густо покрыта крупными мелкими точками. Мезонотум также густо пунктирован, но пунктировка значительно крупнее, чем на переднеспинке. Пункции на эпинотуме крупные и рассеянные. Петиоль и постпетиоль гладкие и блестящие, с многочисленными мелкими точками: все сегменты брюшка гораздо более мелкопунктированные. Основная окраска желтовато-красная; мандибулы, усики и ноги светлее; зубцы чёрные. Волоски жёлтые, умеренно обильные по всей поверхности, короткие и прижатые на усиках и ногах. Опушение короткое и плотно лежащее, особенно на усиках.

## Систематика и этимология
Вид был впервые описан в 1928 году австралийским мирмекологом Джоном Кларком (John S. Clark, 1885—1956, Национальный музей Мельбурна) под названием Amblyopone wilsoni Clark, 1928. Вид назван в честь коллектора типовой серии Ф. Уильсона (Mr. F. E. Wilson). С 2012 года вид включали в состав рода Stigmatomma (подсемейство Понерины). В 2016 году Fulakora был восстановлен из синонимии с Stigmatomma и вид получил современное название.